# 霊山日枝神社
霊山日枝神社（りょうぜんひえじんじゃ）は、福島県伊達市霊山町の神社。
大祭は例年7月20日に執り行われる。

## 歴史
貞観元年（859年）に大津・坂本の日吉大社から法灯の守護神として勧請され日吉大権現山王21社、奥の院「一宮」として奉祀された。
その後、霊山寺が兵火に見舞われ鳥有に帰すとともに日吉大権現山王21社も荒廃を余儀なくされたが、1562年に伊達輝宗の家臣の牧野弾正忠宗仲により日吉大権現としてこの地に鎮座された。
霊山山上の山王二十一社の「一の宮」に対し、麓の当社を「二の宮」とした。
享保9年（1724年）に、古河善兵衛の手により社殿の改築が行われ現在に至る。

## 祭祀
| 日付     |                  |
| -------- | ---------------- |
| 1月1日   | 新年祝賀祭       |
| 1月中旬  | 元始祭           |
| 5月中旬  | 祈年祭           |
| 6月上旬  | 奥宮参拝清掃奉仕 |
| 7月20日  | 例大祭           |
| 11月23日 | 新嘗祭           |

## 本殿
瑞垣に囲まれた御本殿。精緻を極めた彫刻・鬼瓦・妻飾りと多数の斗組の組み合わせは、江戸時代の建築文化を今日に伝える貴重な文化財である。

## 現地情報

### 交通アクセス
- 保原駅より自動車15分
- 掛田駅よりバスで15分